# Hallstätter See
Der Hallstätter See ist ein Bergsee im oberösterreichischen Teil des Salzkammergutes, am Nordfuß des Dachsteinmassivs und liegt auf 508 m ü. A. Am Westufer befindet sich das Ortszentrum der Gemeinde Hallstatt. Der Hallstätter See wird von der Traun durchflossen, die in die Donau entwässert. Der See im Besitz der Österreichischen Bundesforste ist zusammen mit dem Ort Hallstatt ein bedeutendes Tourismusziel in Österreich. Das Hallstätter See ist zusammen mit dem Inneren Salzkammergut Teil des UNESCO-Welterbes Kulturlandschaft Hallstatt–Dachstein/Salzkammergut.

## Geographie
Der Hallstätter See liegt im oberösterreichischen Salzkammergut im Bezirk Gmunden. Die Gemeinde Hallstatt befindet sich am Westufer und nimmt den größten Teil des Ufers und der Seefläche ein. Beim Ausrinn im Norden befindet sich die Gemeinde Bad Goisern am Hallstättersee mit der Ortschaften Steeg, Ober- und Untersee. Im Südosten liegt die Gemeinde Obertraun.
Der von Süden nach Norden langgestreckte See hat eine Länge von 7,5 km und eine maximale Breite von 1,4 km. Die Oberfläche beträgt etwa 8,55 km², die durchschnittliche Tiefe 65 m. Das Wasservolumen beträgt 558,1 Millionen Kubikmeter.

### Morphologie
Der Hallstätter See ist fjordartig in die Berge des Dachsteingebirges eingeschnitten. Im Süden erheben sich der Hirlatz (1985 m ü. A.) und der Krippenstein (2108 m ü. A.), die mit steilen Flanken zum Seeufer abfallen. Im Westen befinden sich die Ausläufer des Plassen (1953 m ü. A.), im Osten der Sarstein (1975 m ü. A.). Beide fallen ebenfalls mit steilen Flanken zum Ufer hinab. Im Südosten mündet die Koppentraun in den See. Auf deren Schwemmebene liegt die Ortschaft Obertraun. Im Südwesten liegt das Trogtal des Echerntals. Der dort einmündende Waldbach schuf einen Schwemmfächer auf dem sich die Ortschaft Lahn befindet. Im Westen stürzt der Mühlbach in mehreren Kaskaden ins Ortszentrum von Hallstatt herab. Im Unterlauf baute der Mühlbach über Jahrtausende einen bis zu 17 m über das Seeniveau emporragenden Schwemmkegel auf. Auf diesem wurde der Ortskern von Hallstatt erbaut.
Die Seewanne zeigt bis auf den nördlichen Bereich steil abfallende Hänge. Erst ab etwa 100 Metern Tiefe nimmt das Gefälle allmählich ab und eine relativ großflächige flache Bodenzone breitet sich aus. Das Seebecken wird durch die Gosaumühlschwelle in zwei Teile getrennt. Das südliche Seebecken des Untersees erstreckt sich bis zur Gosaumühle, dem Schwemmkegel des Gosaubaches am Westenufer, und zur Bahnhaltestelle Obersee am Ostufer. Der Untersee ist maximal 125 m tief. Nördlich der Gosaumühlschwelle befindet sich der kleinere und mit 44 m Tiefe wesentlich seichtere Obersee.

### Verkehr
Der See ist über die Pass Gschütt Straße B 166 bzw. über die Hallstätter Landesstraße L 547 erreichbar, die am Westufer verlaufen. Die Salzkammergutbahn verläuft am Ostufer. Quer über den See stellt eine Schiffslinie die Verbindung des Orts Hallstatt mit seinem Bahnhof her. Diese Fährverbindung war bis um 1980 Österreichs einzige postführende Linie per Schiff und wurde bei entsprechender Eisdicke am See auch per Motorschlitten bedient.

## Hydrologie
Das hydrologische Einzugsgebiet des Hallstätter Sees liegt zum größten Teil im Dachsteingebirge und zu einem kleinen Teil im Toten Gebirge. Es beträgt 646 km² und erstreckt sich von 508 m ü. A. bis 2995 m ü. A. Der überwiegende Teil des Einzugsgebietes (88,9 %) besteht aus Wäldern und naturnahen Flächen, lediglich 6,2 % werden von landwirtschaftlichen, 2,6 % von verbauten Flächen eingenommen. Die Speisung des Sees erfolgt hauptsächlich durch die Traun, die im Süden in den See mündet und ihn im Norden wieder verlässt. Sie ist für 53 % des Zuflusses verantwortlich. Weitere größere Zuflüsse sind der Gosaubach, der Waldbach und der Zlambach im Norden unweit des Abflusses. Der Wasserstand wird durch die Seeklause in Steeg reguliert. Der mittlere Abfluss (Reihe 1951–2010) beträgt 36,0 m³/s. Die starke Durchflutung des Sees durch die Traun verursacht eine niedrige Wassererneuerungszeit von einem halben Jahr, wobei der See eine durchschnittliche Wassertemperatur von 10,5 °C erreicht. Die minimale Wassertemperatur war bei oberflächennahen Messungen in den Jahren 2007 bis 2010 4,3 °C, die maximale 19,5 °C.

## Geologie

### Ehemalige Vergletscherung und Entstehung
Die fjordartige tiefe Wanne des Sees wurde in den Eiszeiten vom Traungletscher geformt.

### Forschungsbohrungen
Am 20. Juni 2016 wurde über laufende Bohrungen von einem etwa 6 × 6 m messenden Ponton in den Grund des Sees berichtet. An zwei Stellen in der Mitte des Sees erfolgen mittels Rohrgestänge in 120 m Tiefe jeweils zwei Kernbohrungen 20 m tief ins Sediment. Die Bohrkerne wurden in 2 m langen Stücken heraufgeholt und geologisch und biologisch untersucht. Hochwässer erzeugen stärkere mineralische Ablagerungen, Pollen und andere Pflanzenteile sinken in jahreszeitlich schwankenden Mengen ab. Die Analysen sollen auch zum besseren Verständnis der Geschichte des Menschen bis zurück ins Paläolithikum beitragen. Die Plattform wurde in Österreich entwickelt, Naturhistorisches Museum (NHM) Wien, Universität Innsbruck und das GeoForschungsZentrum Potsdam (D) sind am interdisziplinären Projekt beteiligt.

## Limnologie

### Zirkulation
Bedingt durch den starken Durchfluss der Traun ist die Wassertemperatur relativ niedrig und erreicht auch im Sommer selten mehr als 20 °C. Die Traun sorgt auch dafür, dass der See im Winter selten zur Gänze zufriert, meistens weist nur der nördliche Bereich eine geschlossene Eisdecke auf.
Durch den Mühlbach, in dessen Einzugsgebiet die Hallstätter Salzlagerstätten liegen, kommt es oft zu hohen Belastung durch Chlorid. Die Belastung des Sees konnte zunächst durch ein geändertes Salzabbauverfahren verringert werden. Im Oktober 2005 kam es zu einem Leitungsbruch im höher gelegenen Salzbergwerk, wodurch über den Mühlbach etwa 11.000 Kubikmeter Sole (entspricht 4000 Tonnen Salz, nach anderen Quellen 3000 Tonnen) in den See geflossen sind. Wegen der höheren Dichte des Salzwassers sank dieses in die Tiefe. Der Dichteunterschied war so groß, dass der See zunächst meromiktisch wurde, weil die natürlichen Durchmischungskräfte nicht ausreichten, um das schwere Salzwasser aus der Tiefe zu fördern. Der Lebensraum von Kleinlebewesen und Fischen, wie dem Seesaibling, war dadurch beschränkt. Kleine Verwirbelungen an der als Chemokline bezeichneten Sperrschicht bauten über mehrere Jahre den Unterschied ab; seit 2012 ist auch das Tiefenwasser wieder mit Sauerstoff angereichert und die meromiktische Phase ist beendet.

### Trophie
In der Vergangenheit war der See auch durch Düngestoffe beeinträchtigt, die das Algenwachstum förderten. Insbesondere hohe Phosphorkonzentrationen führten gegen Ende der 1970er Jahre zu einer zunehmenden Eutrophierung. Durch den Bau einer Kläranlage und einer Seeleitung ist der See deutlich entlastet worden und wird heute (Stand 2011) als oligotroph eingestuft.

### Sichttiefe
Die Sichttiefe des Hallstätter Sees schwankt zwischen wenig mehr als einem und über 14 Metern, im Mittel 2007–2010 betrug sie 7,2 m. Sie ist stark von Niederschlägen abhängig, geringe Sichttiefen sind vorwiegend auf mineralische Trübung nach Unwettern zurückzuführen. Die höchsten Sichttiefen werden in der Regel nach längeren niederschlagsfreien Perioden, etwa im Winter und gelegentlich auch im Hochsommer, gemessen.

## Flora und Vegetation

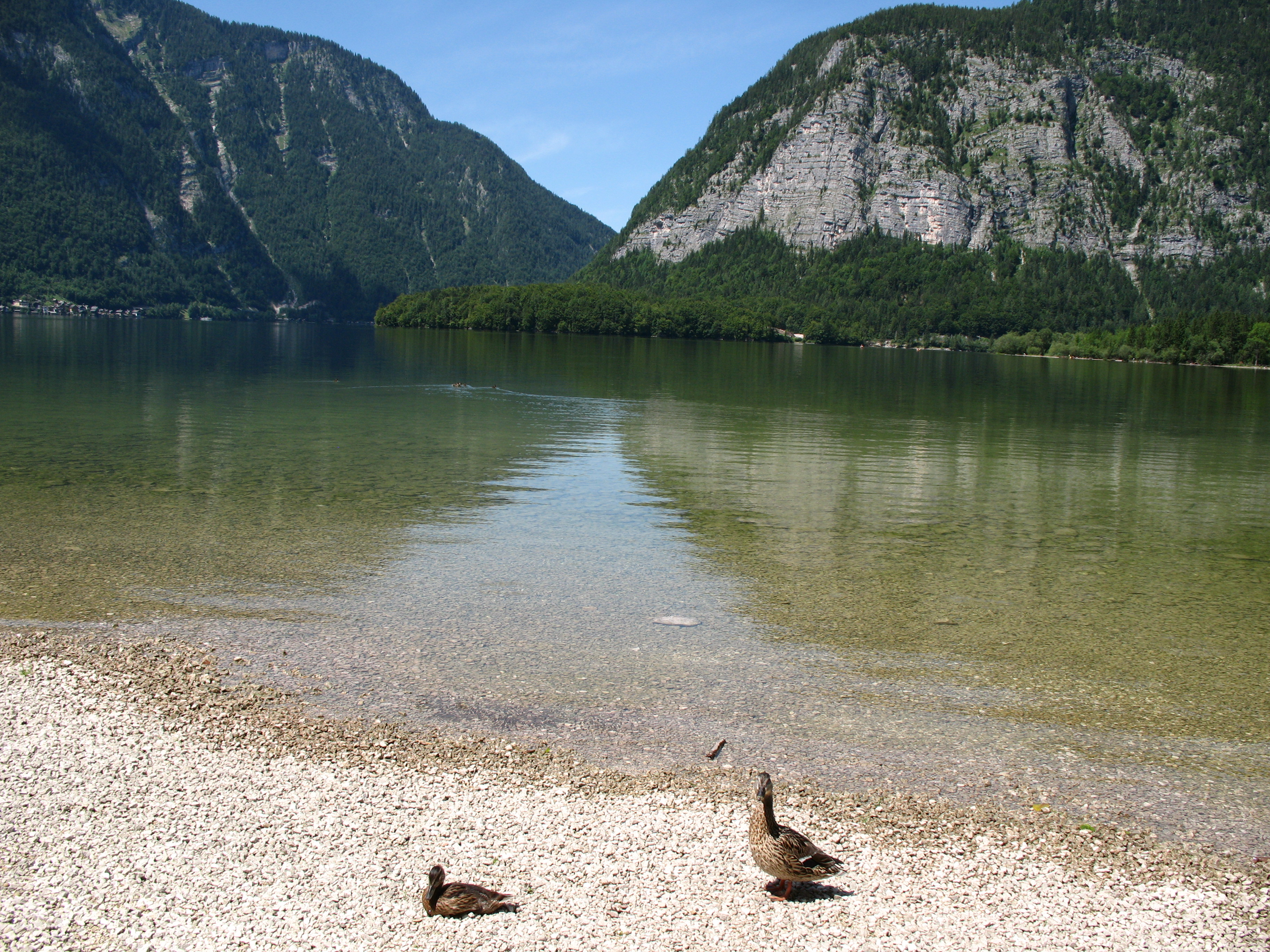
Das Südufer bei Obertraun

Während an den Steilufern, wo die Felswände direkt in den See abfallen, keine Ufervegetation existiert, bieten die Flachufer und insbesondere die Feuchtwiesen und Verlandungsmoore im Norden und Süden einen ökologisch wertvollen Lebensraum für zahlreiche seltene Tier- und Pflanzenarten.
In den Bachmündungsbereichen finden sich kleinere Auwälder mit Weiden und Erlen.
Der Östliche Teufelsabbiss (Succisella inflexa) kommt in Oberösterreich neben dem Traunsee nur am Hallstätter See bei der Gosaumühle und bei Obertraun vor. Der Glanzstendel, eine vom Aussterben bedrohte und streng geschützte Orchidee, wächst auf den Feuchtwiesen bei Steeg am Nordufer. Dort findet sich auch der ebenfalls stark gefährdete Zwerg-Igelkolben.
Im See, insbesondere in den Mündungsbereichen, findet sich eine Submersvegetation mit Haarblättrigem Wasserhahnenfuß, Sumpf-Teichfaden, Laichkräutern und Armleuchteralgen.

## Fauna
Die Röhrichtgürtel sind Brutgebiet für verschiedene Wasservögel, in den Feuchtwiesen finden sich Vogelarten wie Rohrammer, Neuntöter und Schwarzkehlchen. Die Steeger Bucht ist ein wichtiger Überwinterungsplatz für zahlreiche Wasservögel, und im Sommer Mauserplatz für Reiher und Tafelenten. Die Entwässerungsgräben in den Feuchtwiesen bei Steeg dienen verschiedenen Amphibienarten als Laichgewässer.
Zu den im See hauptsächlich vorkommenden Fischarten zählen Hecht, Bachforelle, Seesaibling, Reinanke, Aalrutte, Barsch und Seeforelle. Der Aal kam ursprünglich nicht vor, wurde aber eingesetzt oder eingeschleppt.

## Wirtschaft

### Fischerei
Der Hallstätter See wird seit dem 15. Jahrhundert fischereiwirtschaftlich genutzt und war teils in klösterlichem und teils in kaiserlichem Besitz. Heute wird er von einem Berufsfischer der Österreichischen Bundesforste professionell betreut und bewirtschaftet. Der Sitz der Seefischerei befindet sich in Hallstatt. Die Hauptfischart ist die Reinanke (Coregonus sp.). Die Befischung erfolgt mit Netzen in der Zeit von Jänner bis Oktober. Im November und Dezember hat die Reinanke Laich- und somit Schonzeit. Die jährliche Ausfangmenge liegt bei zirka 8000 kg Fischen. Die Fangmenge entspricht dem jährlichen natürlichen Zuwachs im Gewässer. Der Hallstätter See ist einer der wenigen Seen im Salzkammergut, bei denen kein jährlicher Besatz notwendig ist. Auch die Angelfischerei hat Anteil an der Seebewirtschaftung. In der Zeit von Mai bis Mitte November wird auf Reinanke, Hecht, Forellen und Seesaiblinge gefischt.

### Schifffahrt

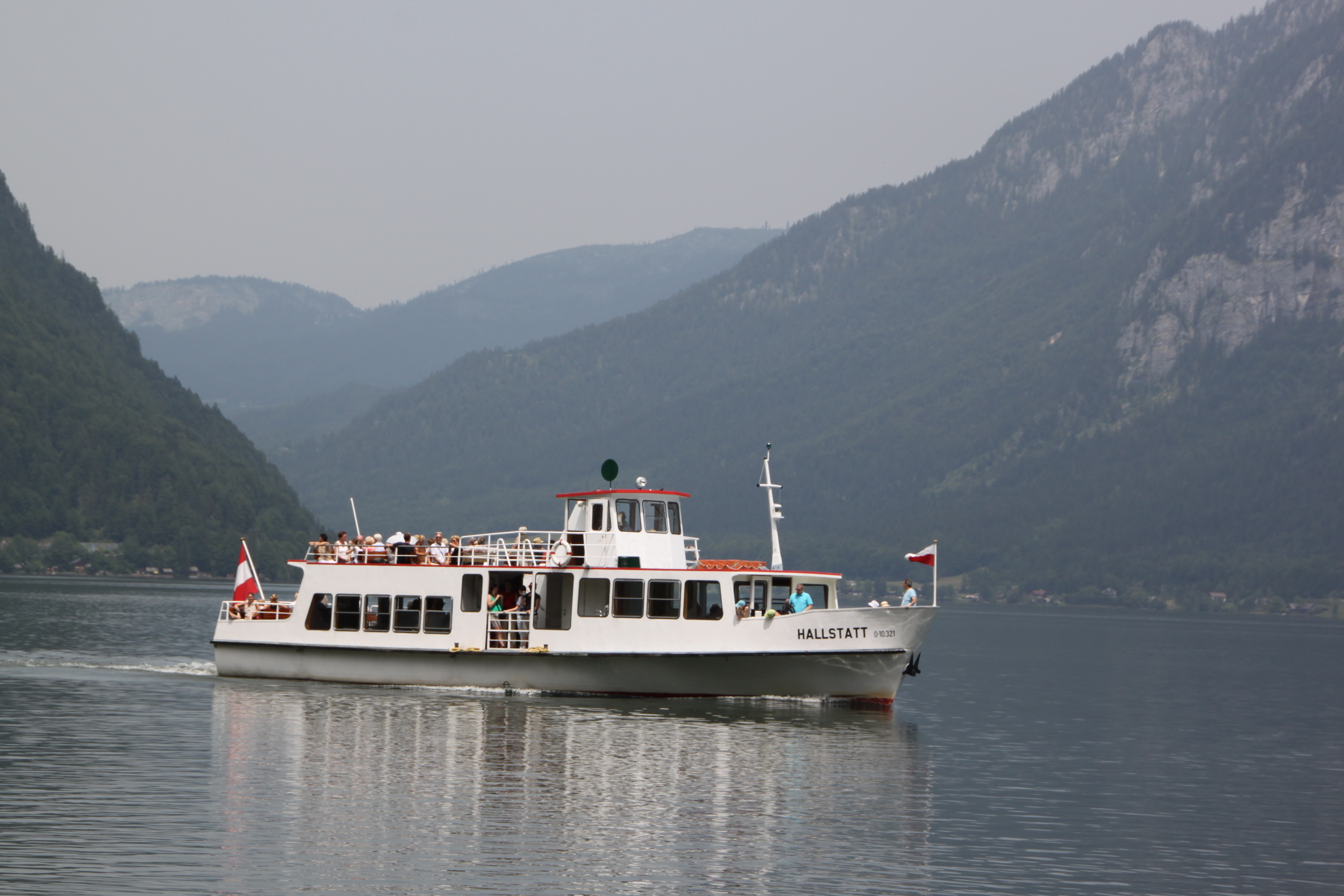
Die Hallstatt im Jahr 2012

Passagier-Schifffahrt auf dem Hallstättersee wird seit 1862 betrieben. Seit 1881 besteht ein Fährbetrieb von Hallstatt-Markt am Westufer zur Bahnstation Hallstatt am Ostufer. Diese Strecke war lange Österreichs einzige Transportlinie für Postsendungen, die regulär als Schiffslinie (und wenn winters das Eis trug, (auch) per Hörnerschlitten) abgewickelt wurde. In den 1990er Jahren, als die Post vermehrt von der Bahn auf Lkw umstieg, wurde diese Postlinie quer über den See eingestellt. Diese rund 1 km kurze Fährstrecke Markt Hallstatt – Bahnhof Hallstatt ist Österreichs einzige Linie auf einem See, die durchgehend auch im Winter täglich betrieben wird.
Seit Herbst 1967 fährt die Hallstättersee Schifffahrt Hemetsberger GmbH. Im April 2015 wurde die aus den Motorschiffen „Hallstatt“, „Goisern II“, „Stefanie II“ und „Dachstein“ bestehende Flotte um ein neues, 27,80 m langes und 6,80 m breites Fahrgastschiff erweitert, das am 23. Mai 2015 wieder den Namen „Hallstatt“ erhielt wie das ältere Schiff gleichen Namens, dessen Modernisierung nicht mehr lohnte. Nur die „Goisern II“ kam fertig aus den Niederlanden, alle anderen Schiffe kamen aus Österreich, unlackiert und unausgebaut, denn der Vater der heutigen Geschäftsführerin Karoline Hemetsberger besorgte den Ausbau in Hallstatt selbst.
Das neue Schiff kam als Neubau aus der Schiffswerft ÖSWAG in Linz, wurde probegefahren und teilweise demontiert auf der Straße transportiert. In Steeg bei der Schiffsanlegestelle erfolgte das Einheben des Schiffs in den See.

### Tourismus

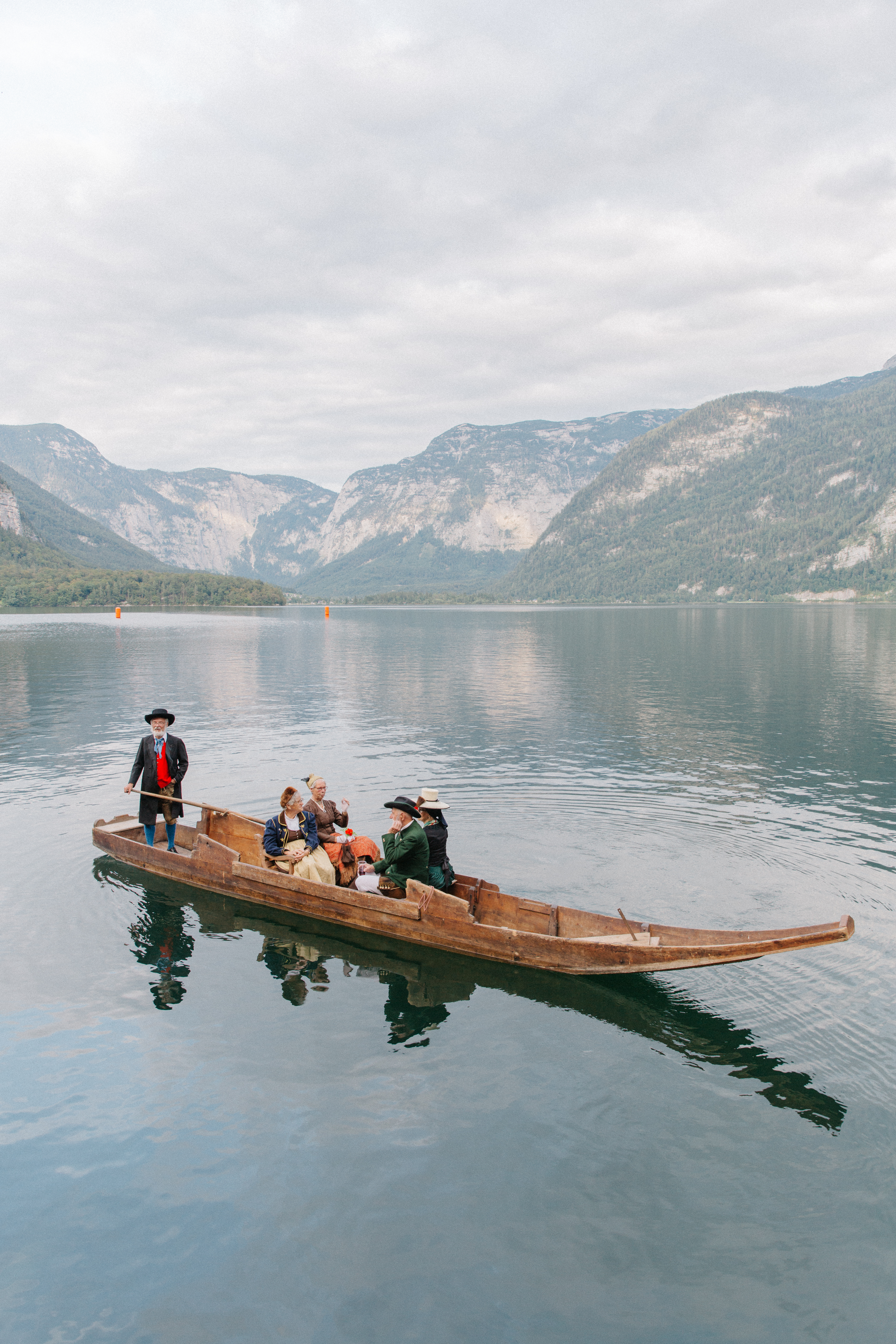
Plätte auf dem Hallstätter See

Neben der Fischerei nutzt der Tourismus den See, sei es zum Baden und Tauchen oder für Fahrten mit den typischen einruderigen Salzkammergutbooten, den sogenannten Plätten. Da der See im unteren (Nord-)Teil (Nähe Bad Goisern/Steeg) im Winter häufig zufriert, wird er auch für den Wintersport genutzt. Auf dem Ostufer gegenüber dem Ort Hallstatt befindet sich die gleichnamige Bahnstation der Salzkammergutbahn, von der man mit dem Schiff nach Hallstatt kommt.
Der See befindet sich (einschließlich großer Uferflächen) im Eigentum der Österreichischen Bundesforste, die ihre Aufgabe erfüllen, den See für die Allgemeinheit zu erhalten. Bedeutsam ist das für den Erhalt des Weltkulturerbes Hallstatt sowie für den (an vielen Stellen freien) Seezugang. Kleine Seenutzung – etwa händisches Wasserschöpfen – ist allgemein erlaubt, es gibt Badeplätze und reglementiert die Möglichkeit zu tauchen. Um 1980 war der Hallstättersee ein frequentierter Tauchplatz in Österreich.
Zu Fronleichnam findet jährlich eine Seeprozession statt. Dabei fahren neben dem Mutzen, auf dem sich Altar und Priester befinden, viele mit Blumen geschmückte Boote über den See.
Ein weiteres Highlight ist der jährlich Anfang Mai stattfindende Hallstättersee-Rundlauf, ein Halbmarathon mit internationaler Teilnahme.